# Liste der Naturdenkmale in Achberg
| Naturdenkmale | Anzahl |
| ------------- | ------ |
| FND           | 8      |
| END           | 0      |
| Gesamt        | 8      |

Die Liste der Naturdenkmale in Achberg nennt die verordneten Naturdenkmale (ND) der im baden-württembergischen Landkreis Ravensburg liegenden Gemeinde Achberg. In Achberg gibt es insgesamt 8 als Naturdenkmal geschützte Objekte, alle sind flächenhafte Naturdenkmale (FND), es gibt keine Einzelgebilde-Naturdenkmale (END).
Stand: 31. Oktober 2016.

## Flächenhafte Naturdenkmale (FND)
| Name                              | Bild | Kennung     | Einzelheiten | Position | Fläche Hektar | Datum         |
| --------------------------------- | ---- | ----------- | ------------ | -------- | ------------- | ------------- |
| Feuchtgebiet am Königsbühl        | BW   | 84360010358 | Achberg      | ⊙        | 0,2           | 28. Nov. 1989 |
| Feuchtgebiet bei Regnitz          | BW   | 84360010350 | Achberg      | ⊙        | 0,3           | 28. Nov. 1989 |
| Feuchtgebiet südlich Englitz      | BW   | 84360010372 | Achberg      | ⊙        | 0,8           | 28. Nov. 1989 |
| Feuchtgebiet Tiefenmoos           | BW   | 84360010366 | Achberg      | ⊙        | 0,7           | 28. Nov. 1989 |
| Hermannsberger Weiher Erweiterung | BW   | 84360010363 | Achberg      | ⊙        | 1,7           | 28. Nov. 1989 |
| Manzenmoos I                      | BW   | 84360010373 | Achberg      | ⊙        | 1,3           | 28. Nov. 1989 |
| Streuwiese südl. Scheibenhof      | BW   | 84360010365 | Achberg      | ⊙        | 0,8           | 28. Nov. 1989 |
| Streuwiese Ziegelhütte            | BW   | 84360010369 | Achberg      | ⊙        | 0,4           | 28. Nov. 1989 |
| Legende für Naturdenkmal          |      |             |              |          |               |               |